# Алентова Віра Валентинівна
Віра Валентинівна Алентова  (рос. Вера Валентиновна Алентова; нар. 21 лютого 1942, Котлас, РРФСР) — радянська і російська акторка театру і кіно. Найбільш відома за роллю Катерини Тихомирової у фільмі «Москва сльозам не вірить». Дружина режисера Володимира Меньшова та мати акторки Юлії Меньшової.

## Життєпис
Віра Алентова народилася в родині акторів Валентина Михайловича Бикова та Ірини Миколаївни Алентової. Батько помер, коли Вірі було всього 4 роки, після чого мати з дочкої переїжджають до України.
У 1961 році Віра Алентова приїжджає до Москви, де вступає до школи-студії МХАТ (керівник курсу — Василь Петрович Марков). Успішно закінчуючи навчання у 1965 році, Віра Алентова стає акторкою Московського театру імені О. С. Пушкіна, у якому зіграє провідні ролі в близько 100 п'єс.
З 2009 року керує спільно з чоловіком Володимиром Меньшовим акторсько-режисерською майстернею у ВДІКу.
Віра Алентова має доньку, Юлію Меншову, відому за роллю у серіалі «Бальзаківський вік, або Всі чоловіки сво…».
Фігурант бази даних центру «Миротворець» (свідоме порушення державного кордону України: участь у пропагандистських заходах та незаконна гастрольна діяльність на території окупованого Росією Криму).

## Фільмографія
- 1976 «Народження» — Оленіна
- 1979 «Москва сльозам не вірить» — Катерина Олександрівна Тіхомірова (Катя)
- 1987 «Завтра була війна» — Валендра (Валентина Андронівна), завуч школи
- 1990 «Коли святі марширують» — Люся Левченко
- 2004—2013 «Бальзаківський вік, або Всі чоловіки сво…» — мама Вери